# Бласман, Адольф
Адольф Бласман (нем. Adolf Josef Maria Blassmann; 27 октября 1823 года, Дрезден — 30 июня 1891 года, Баутцен) — немецкий пианист, музыкальный педагог, дирижёр.

## Биография
Учился у Шарля Майера и Ференца Листа. С 1843 г. концертировал как солист: Уильям Мейсон вспоминает о его исключительно успешном исполнении фортепианного концерта Роберта Шумана в Лейпциге в 1850 году, а в 1867 г. критика характеризует его как гениального пианиста. Преподавал в Дрезденской консерватории (среди его учеников Август Клугхардт и Жюли Риве-Кинг), в 1862—1864 гг. дирижировал лейпцигским концертным обществом «Евтерпа» (сменив на этом посту Ганса Бронзарта фон Шеллендорфа), затем в 1867 г. короткое время руководил Оркестром Зондерсхаузена. По возвращении в Дрезден дирижёр дрезденской Певческой академии Драйсига; в 1881 г. осуществил с этим коллективом премьеру Реквиема Феликса Дрезеке. Автор фортепианных пьес.